# 10 Brygada Kawalerii Pancernej (III RP)
10 Brygada Kawalerii Pancernej im. gen. broni Stanisława Maczka (10 BKPanc) – oddział wojsk pancernych Sił Zbrojnych RP.

## Formowanie

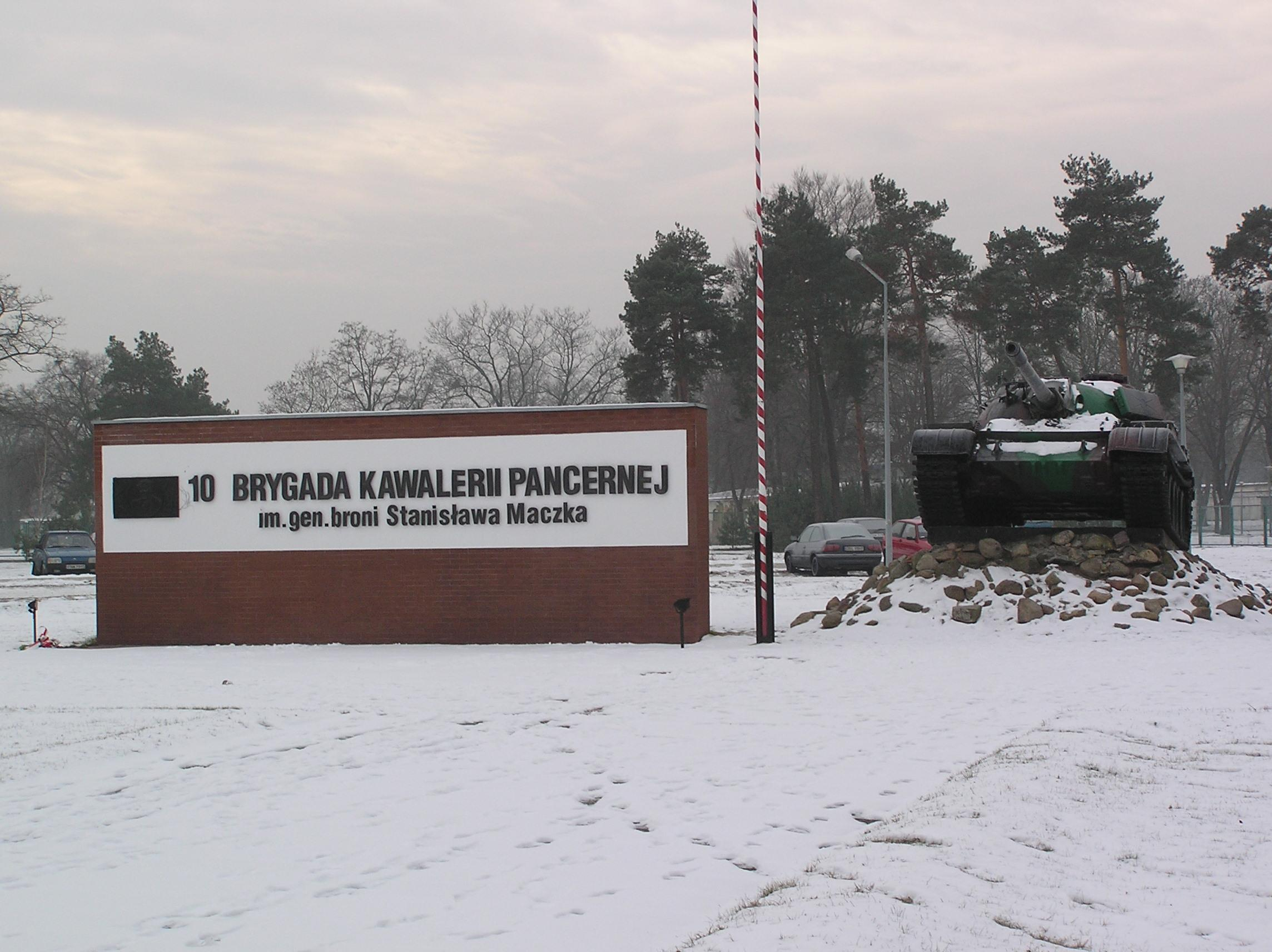
10 BKPanc w Świętoszowie

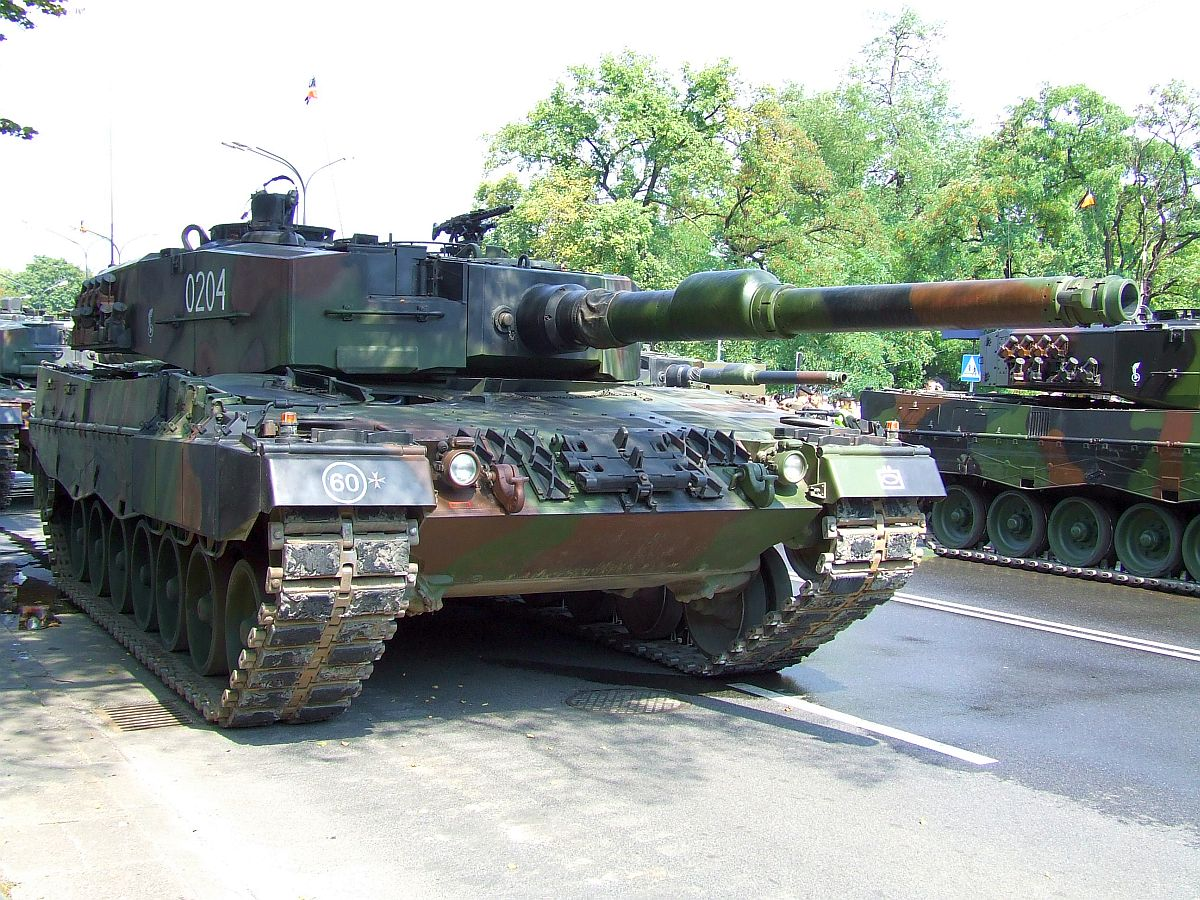
Leopard 2A4 z 10 BKPanc na defiladzie w Warszawie, 2007

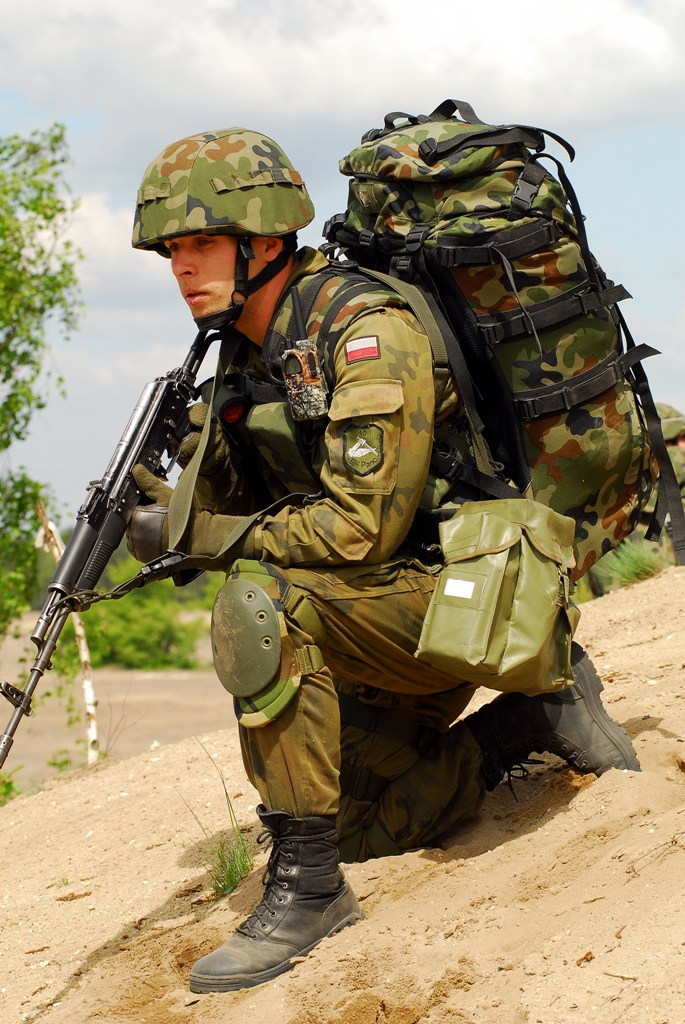
Żołnierz brygady w czasie ćwiczeń w 2008 roku

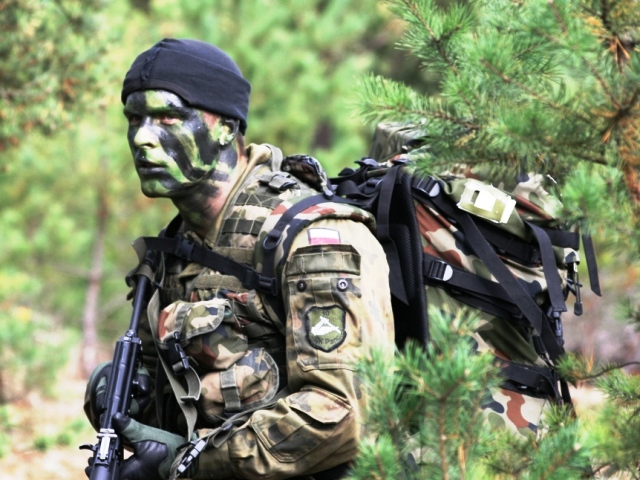
Żołnierz brygady na ćwiczeniach w 2009 roku

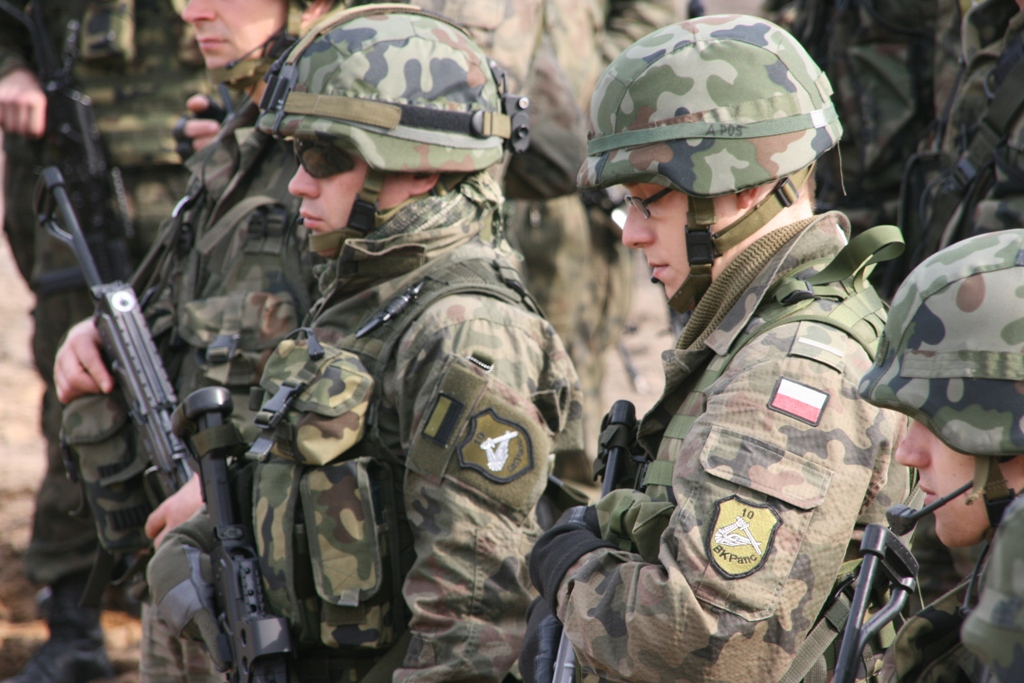
Żołnierze brygady przygotowujący się do VIII zmiany PKW Afganistan

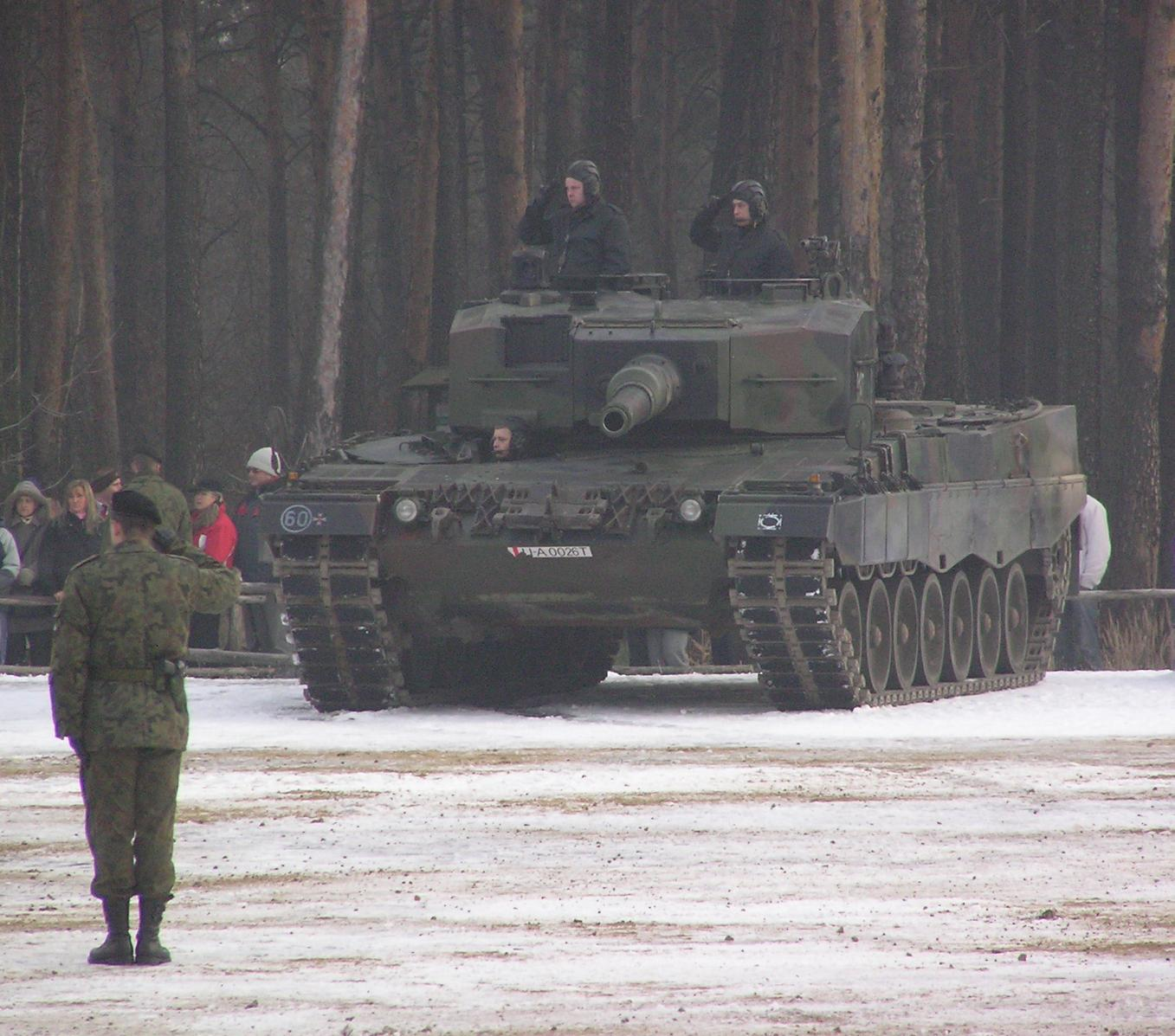
Czołg Leopard 2A4 z 10 BKPanc

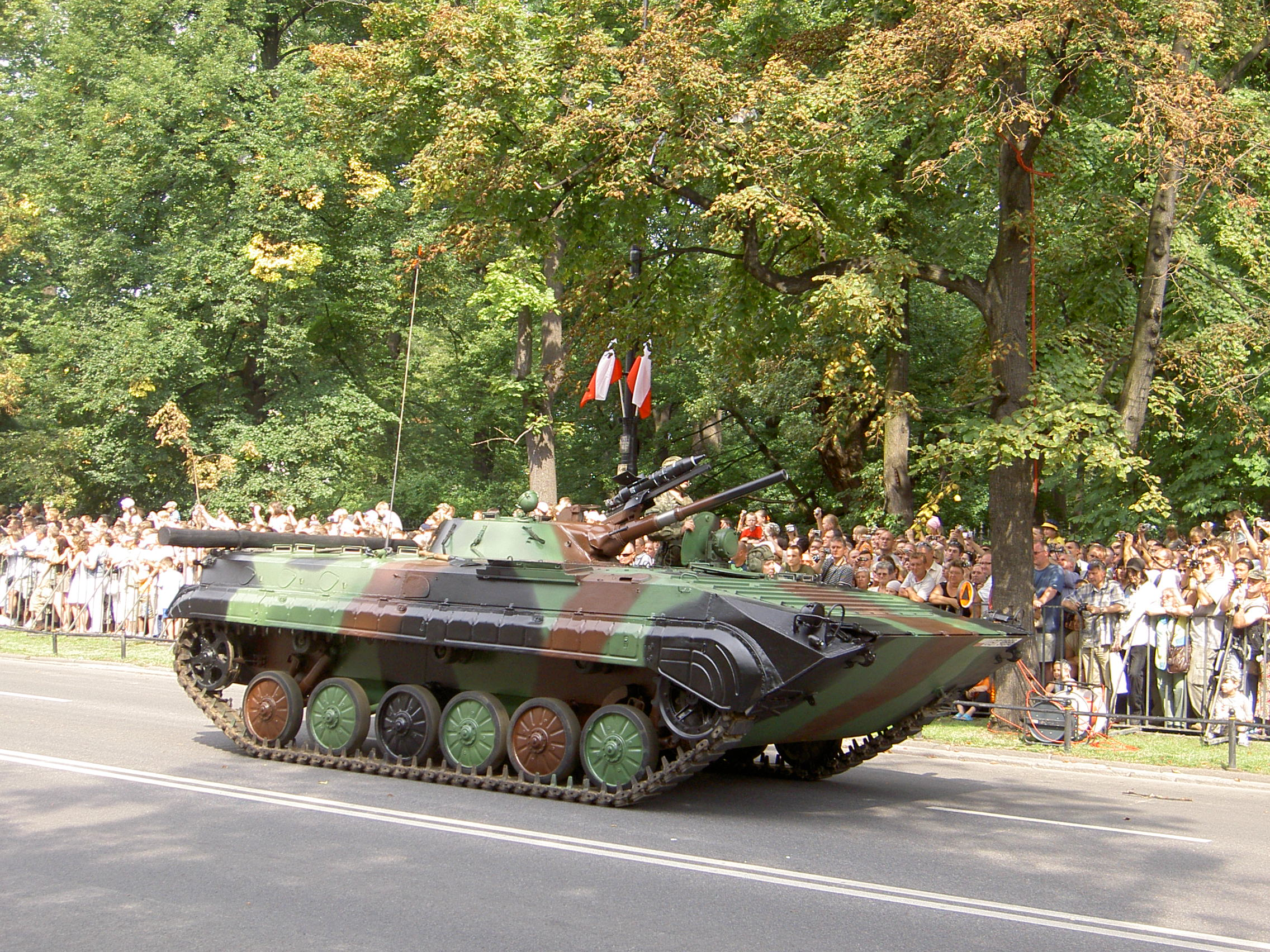
BWP-1

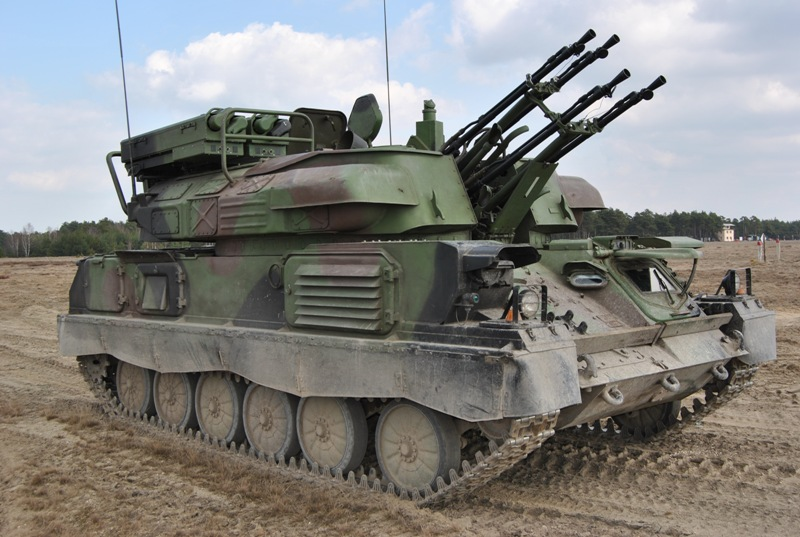
ZSU-23-4MP Biała

10 Brygada Kawalerii Pancernej została sformowana w 1995 roku w Świętoszowie, na bazie 120 Husarskiego Pułku Zmechanizowanego. W październiku 2001 roku Brygada została wyłączona ze składu 11 Dywizji Kawalerii Pancernej i podporządkowana bezpośrednio dowódcy 2 Korpusu Zmechanizowanego. Od 1 marca 2004 roku 10 BKPanc powróciła w podporządkowanie 11 Lubuskiej Dywizji Kawalerii Pancernej.
Na podstawie rozkazu Nr Pf 190/Org./P1 szefa Sztabu Generalnego WP z dnia 20 maja 2004 roku Brygada została przeformowana na etat Nr BC/027/0.
Na podstawie decyzji Nr PF-32/Org/SSG/ZoiU/P1 Ministra Obrony Narodowej z dnia 17 kwietnia 2012 roku Brygada została przeformowana na etat Nr BC/147/0. Brygada przeformowała się na nowy etat i osiągnęła gotowość do działania w nowej strukturze do końca 2012 roku.

## Zadania
Brygada jako jednostka typu ciężkiego była przeznaczona do działań bojowych w składzie 7 Dywizji Pancernej Niemiec. Dodatkowo batalion zmechanizowany Brygady był odwodem strategicznym Naczelnego Dowódcy NATO w Europie. W związku z tym w latach 2000–2001 brał udział w siłach pokojowych KFOR w Kosowie. Działania żołnierzy podczas tych misji zostały bardzo wysoko ocenione przez przełożonych. Po powrocie z Kosowa batalion został wyróżniony proporcem oraz tytułem Najlepszego Pododdziału w Wojskach Lądowych.
Żołnierzy Brygady brali udział w wielu ćwiczeniach, m.in. w Indian Falcon z 11 Brygadą Aeromobilną Holandii, Strong Resolve w Hiszpanii, Dragon w Żaganiu z żołnierzami holenderskimi, Springendes Ross w 2001 i 2002 r. z 7 DPanc Niemiec oraz Arrcade Fusion 2002 – ćwiczenia ARRC.
Z końcem 2002 r. żołnierze batalionu zmechanizowanego, którym dowodził ppłk Piotr Ząbkowski, zaczęli przygotowywać się do misji w Iraku. Ćwiczono m.in. zasady prowadzenia działań prewencyjnych, konwojowanie, patrolowanie, przeszukiwanie budynków, działanie w punkcie kontrolnym oraz obserwacyjnym. W szkoleniu wykorzystano pomoc specjalistów z różnych dziedzin, w tym także instruktorów US Marines przybyłych z Iraku. Ostatnią fazą przygotowań było wyłonienie ok. 300-osobowego komponentu, który udał się na tę misję. Batalion w działaniach irackich występował w składzie:
1. Dowództwo batalionu.
2. Sztab batalionu w składzie:
  - sekcja personalna,
  - sekcja rozpoznawcza,
  - sekcja operacyjna,
  - sekcja logistyczna,
  - sekcja współpracy cywilno-wojskowej,
  - sekcja wsparcia dowodzenia i łączności.
3. Kompania dowodzenia.
4. Kompania zmechanizowana.
5. Kompania logistyczna.
6. Sekcja żandarmerii wojskowej.

## Tradycje
Brygada jest spadkobierczynią tradycji 29 pułku piechoty, walczącego w II wojnie światowej w strukturze 2 Armii Wojska Polskiego. W 1950 pułk przeniesiono do Żagania i podporządkowano ówczesnej 11 Dywizji Zmechanizowanej, a w 1963 jednostkę przeformowano na 29 Pułk Czołgów Średnich. W 1992, po opuszczeniu Świętoszowa przez 20 Zwienigorodzką Dywizję Pancerną, pułk został przeniesiony z Żagania i zgodnie z decyzją MON, przemianowany został na 120 Husarski Pułk Zmechanizowany. Wówczas przejęto także tradycje 1 i 2 pułku pancernego 1 Dywizji Pancernej „Czarne Diabły”, dowodzonej w czasie II wojny światowej przez gen. broni Stanisława Maczka. Posiadane tradycje uzupełniono o nowe, 3 Brygady Pancernej oraz 10 pułku dragonów. Od 5 sierpnia 2000 brygada nosi imię gen. broni Stanisława Maczka. W 2003 brygada przejęła tradycje 24 pułku ułanów oraz 1 i 2 pułku artylerii motorowej.
Z dniem 3 lipca 2007 2 batalion czołgów otrzymał nazwę wyróżniającą „24 batalion ułanów” i imię patrona – hetmana wielkiego koronnego Stanisława Żółkiewskiego (podstawa: decyzja nr 235/MON Ministra Obrony Narodowej z dnia 25 maja 2007 r., ogłoszona w Dzienniku Urzędowym MON nr 11 z 18 czerwca 2007 r., poz. 129).
Decyzją nr 235/MON Ministra Obrony Narodowej z dnia 23 czerwca 2015 roku dla 1. batalionu czołgów wprowadzono oznakę rozpoznawczą.

## Struktura organizacyjna (2009)
- dowództwo i sztab
- batalion dowodzenia
- 1 batalion czołgów
- 24 batalion ułanów (czołgów)
- 10 batalion zmechanizowany dragonów
- dywizjon artylerii samobieżnej
- dywizjon przeciwlotniczy
- batalion logistyczny
- kompania rozpoznawcza
- kompania saperów
- Ośrodek Szkolenia Leopard w Świętoszowie

## Uzbrojenie
10 Brygada Kawalerii Pancernej, jako jedyna jednostka w Wojsku Polskim, posiada w swoim wyposażeniu niemieckie czołgi Leopard 2A4 (w liczbie 116), które otrzymała od Bundeswehry w 2002 r. Wraz z nimi otrzymała także: wozy sanitarne na podwoziu gąsienicowym M113, wozy dowodzenia M577 oraz wozy dowodzenia Wolf na podwoziu samochodowym Mercedesa, wiele samochodów transportowych typu Mercedes 2- i 5-tonowych. Batalion zmechanizowany wyposażony jest w bojowe wozy piechoty BWP-1. Dywizjon artylerii samobieżnej uzbrojony jest w działa 2S1 Goździk. Przeciwlotnicy posiadają na wyposażeniu samobieżne zestawy ZSU-23-4MP Biała, zestawy ZUR 23-2, rakiety przeciwlotnicze typu Grom oraz stacje radiolokacyjne NUR-21 i ZDPSR Soła. Saperzy natomiast wyposażeni zostali w mosty towarzyszące typu Biber, również pochodzące od Bundeswehry. Do przewozu sprzętu niemieccy sojusznicy dostarczyli również zestawy niskopodwoziowe SLT. Oprócz tego Brygada otrzymała także wiele symulatorów do szkolenia członków załóg (w tym załóg Leopardów).

## Żołnierze brygady
Dowódcy:
- ppłk dypl. Jan Smolnik (1994–1997),
- ppłk dypl. Bogusław Gawęda (1997–1998),
- gen. bryg. Bogusław Samol (1998–2004),
- gen. bryg. Paweł Lamla (2004–2006),
- gen. bryg./dyw. Marek Tomaszycki (2006–8.01.2008[6]),
- płk dypl. Jan Rydz (p.o. 8.01–1.08.2008),
- gen. bryg. Andrzej Reudowicz (od 1.08.2008),
- płk dypl. Zbigniew Markowski (cz. p.o. do 30.06.2011),
- gen. bryg. Cezary Podlasiński (1.07.2011–30.06.2014),
- gen. bryg. Maciej Jabłoński (1.07.2014–17.11.2016),
- gen. bryg. dr Dariusz Parylak (18.11.2016–03.08.2018),
- gen. bryg. Artur Pikoń (03.08.2018–20.03.2020)
- gen. bryg. Rafał Kowalik (20.03.2020–03.12.2021[7][8])
- cz.p.o. płk. Paweł Pytko (03.12.2021–01.02.2022)
- gen. bryg. Grzegorz Barabieda (01.02.2022–11.09.2023)[9][10][11]
- gen. bryg. Mirosław Downar (11.09.2023–)[12][13]

Oficerowie:
- por. Łukasz Kurowski († 14.08.2007 Afganistan).

Podoficerowie
- kpr. Hubert Kowalewski († 26.02.2008 Afganistan).

## Współpraca ze społeczeństwem
Od początku funkcjonowanie w Świętoszowie dowództwo i kadra zawodowa utrzymuje ścisły kontakt z miejscowym społeczeństwem. 85% mieszkańców miejscowości to ludzie z wojskowego środowiska. Wojsko od dawna ma ścisły kontakt z sąsiadującymi miejscowościami i pobliskimi gminami. Dowództwo współpracuje z władzami państwowymi i samorządowymi województw dolnośląskiego i lubuskiego oraz władzami powiatowymi i samorządowymi pobliskich miast i miejscowości.
Kadra na co dzień współpracuje także z różnymi organizacjami kombatanckimi, m.in. ze Związkiem Kombatantów RP i byłych więźniów politycznych w Małomicach oraz z miejscowym zespołem szkół, do którego uczęszcza większość dzieci kadry zawodowej.

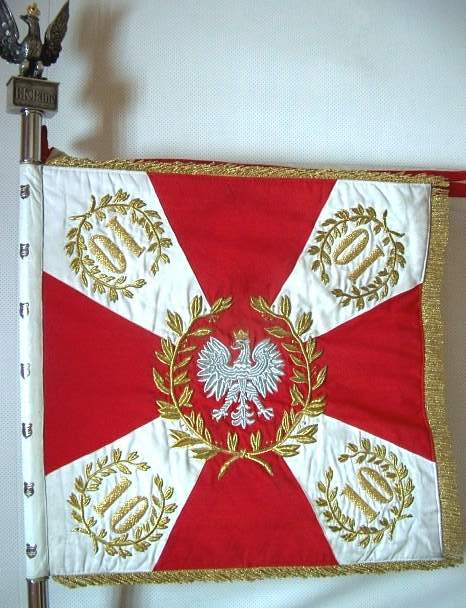
Sztandar 10 BKPanc
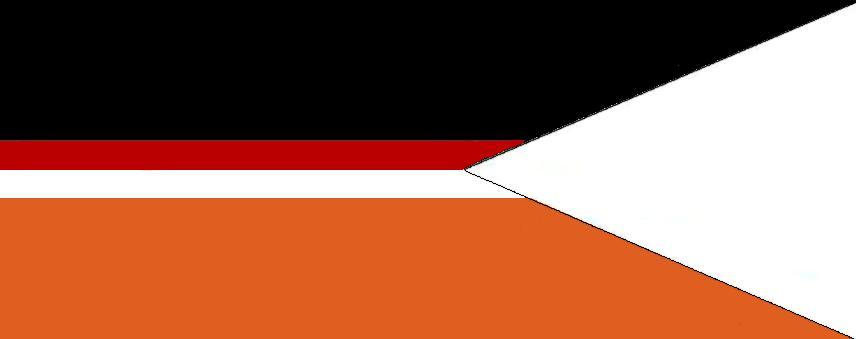
Proporczyk 10 BKPanc